# Melipona carrikeri
Melipona carrikeri är en biart som beskrevs av Cockerell 1919. Melipona carrikeri ingår i släktet Melipona och familjen långtungebin. Inga underarter finns listade i Catalogue of Life.